# 2014-es közgyűlési választás Tolna megyében
A 2014-es megyei közgyűlési választásokat október 12-én bonyolították le, az általános önkormányzati választások részeként.
Tolna megyében a szavazásra jogosultak fele, több mint nyolcvanezer ember ment el szavazni. A szavazók hét lista jelöltjei közül választhattak.
A választásokat a Fidesz-KDNP nyerte meg – nyolc képviselőjük a többséget jelentette a tizenöt fős közgyűlésben. A Jobbik második, az MSZP harmadik lett. Bejutott még a közgyűlésbe a DK és a Néppárt, míg az LMP-nek és az Együttnek ez nem sikerült.
A közgyűlés új elnöke Fehérvári Tamás, a Fidesz-KDNP listavezetője lett.

## A választás rendszere

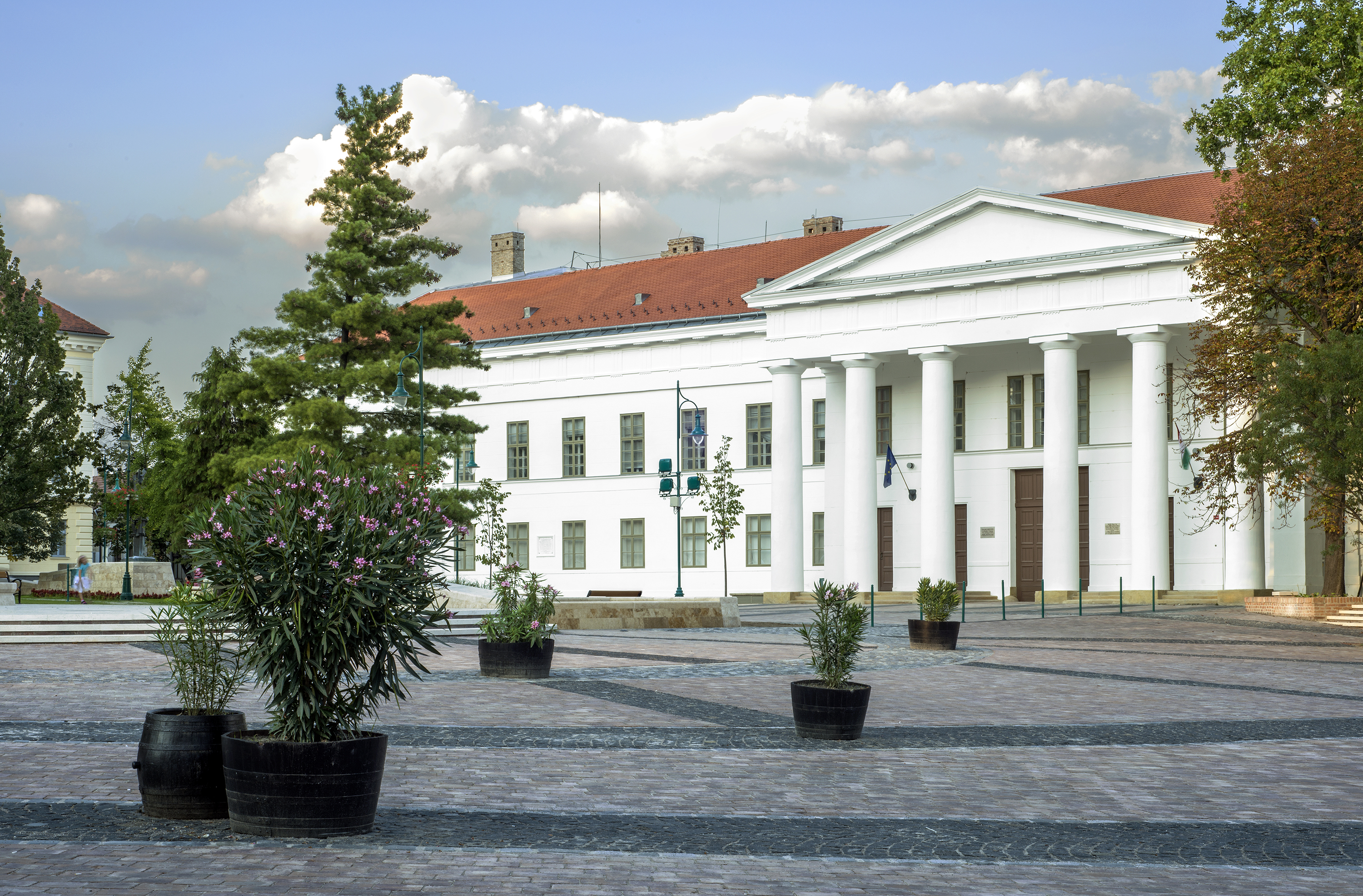
Megyeháza, Szekszárd

A megyei közgyűlési választásokat az országosan megrendezett általános önkormányzati választások részeként tartották meg. A szavazók a településük polgármesterére és a helyi képviselőkre is ekkor adhatták le a szavazataikat.
A választás rendszerének alapját a 2010-ben elfogadott módosítások jelentették.
A közgyűlési választásokon csak a községek, nagyközségek és városok polgárai vehettek részt. A megyei jogú városban élők – mivel nem tartoztak a megye joghatósága alá – nem vettek részt a megyei közgyűlés megválasztásában.
A választók egy választókerületbe tartoztak, ahol listákra szavazhattak. A szavazatokat arányosan osztották el az érvényes szavazatok 5%-át – közös lista esetén 10/15%-át – elérő szervezetek között.
A 2010-es választásokhoz képest két lényeges változás lépett érvénybe: egyrészt a képviselőket öt évre választották (a korábbi négy helyett), másrészt az ajánlások számát 0,5%-ra mérsékelték (a korábbi 1%-ról).

### Választókerület
|                             | Település | Lakó (2014.jan.1.) | Választó- polgár | Megyei képviselő |
| --------------------------- | --------- | ------------------ | ---------------- | ---------------- |
| Közgyűlési választókerület  | 108       | 199 821            | 164 506          | 15               |
| Megyei jogú város Szekszárd | 1         | 33 888             | (28 209)         | –                |
| Összesen                    | 109       | 233 709            | (192 715)        | 15               |

Tolna megyében a közgyűlés létszáma 15 fő volt. A szabályok szerint a megyei közgyűlés létszáma a megye egészének lakosságszámához igazodott – függetlenül attól, hogy Szekszárd polgárai nem szavazhattak a Tolna megyei önkormányzat összetételéről. Ebben az évben a megyének 234 ezer lakója volt.
A közgyűlést a megye 98 községének és tíz városának polgárai választhatták meg.
A választásra jogosult polgárok száma 165 ezer volt. A polgárok több mint fele ötezer fősnél kisebb településeken élt, míg egyharmaduk tízezer fősnél nagyobb városokban lakott.
A legkevesebb polgár a megye közepén található Murga községben élt (61 polgár), míg a legtöbb Dombóváron lakott (16 207 polgár).
| A közgyűlési választók eloszlása településméret szerint | A közgyűlési választók eloszlása településméret szerint | A közgyűlési választók eloszlása településméret szerint | A közgyűlési választók eloszlása településméret szerint | A közgyűlési választók eloszlása településméret szerint |
| Településméret                                          | Település                                               | Választójogosult                                        | Választójogosult                                        | Megjegyzés                                              |
| ------------------------------------------------------- | ------------------------------------------------------- | ------------------------------------------------------- | ------------------------------------------------------- | ------------------------------------------------------- |
| 1 – 1 000                                               | 58                                                      | 24 609                                                  | 14,96%                                                  | legkisebb község: Murga                                 |
| 1 001 – 5 000                                           | 43                                                      | 66 783                                                  | 40,60%                                                  | városok: Gyönk, Nagymányok, Simontornya                 |
| 5 001 – 10 000                                          | 3                                                       | 19 687                                                  | 11,97%                                                  | Bátaszék, Tamási, Dunaföldvár                           |
| 10 000 fölött                                           | 4                                                       | 53 427                                                  | 32,48%                                                  | Tolna, Bonyhád, Paks, Dombóvár                          |
| Összesen                                                | 108                                                     | 164 506                                                 |                                                         |                                                         |

## Előzmények
| Szervezetek | Közgyűlési helyek | Közgyűlési helyek | Közgyűlési helyek | Közgyűlési helyek | Közgyűlési helyek | Közgyűlési helyek | Közgyűlési helyek | Közgyűlési helyek | Közgyűlési helyek | Közgyűlési helyek | Közgyűlési helyek | Közgyűlési helyek | Közgyűlési helyek | Közgyűlési helyek        |
| Szervezetek |                   |                   |                   |                   |                   |                   |                   |                   |                   |                   | 2010 okt.         | 2014 jún.         | +/–               | Párton belüli változások |
| ----------- | ----------------- | ----------------- | ----------------- | ----------------- | ----------------- | ----------------- | ----------------- | ----------------- | ----------------- | ----------------- | ----------------- | ----------------- | ----------------- | ------------------------ |
| Fidesz-KDNP |                   |                   |                   |                   |                   |                   |                   |                   |                   |                   | 10                | 10                | 0                 | 2 (0)                    |
| MSZP        |                   |                   |                   |                   |                   |                   |                   |                   |                   |                   | 3                 | 3                 | 0                 | 0 (1)                    |
| Jobbik      |                   |                   |                   |                   |                   |                   |                   |                   |                   |                   | 2                 | 2                 | 0                 | 0 (0)                    |

| A közgyűlés tagjai 2014 nyarán | A közgyűlés tagjai 2014 nyarán | A közgyűlés tagjai 2014 nyarán | A közgyűlés tagjai 2014 nyarán | A közgyűlés tagjai 2014 nyarán | A közgyűlés tagjai 2014 nyarán | A közgyűlés tagjai 2014 nyarán |
| Képviselő                      | Szervezet                      | Szervezet                      | Szervezet                      | Szervezet                      | Megbizatás kezdete             | Megjegyzés                     |
| ------------------------------ | ------------------------------ | ------------------------------ | ------------------------------ | ------------------------------ | ------------------------------ | ------------------------------ |
| dr. Égi Csaba                  |                                | Fidesz-KDNP                    | Fidesz-KDNP                    | Fidesz-KDNP                    | 2010. okt. 3.                  |                                |
| Frankné dr. Kovács Szilvia     |                                | MSZP                           | MSZP                           | MSZP                           | 2010. okt. 3.                  | frakcióvezető                  |
| Kapitány Zsolt                 |                                | Fidesz-KDNP                    | Fidesz-KDNP                    | Fidesz-KDNP                    | 2010. okt. 3.                  | alelnök                        |
| Kerecsényi Márton              |                                | Fidesz-KDNP                    | Fidesz-KDNP                    | Fidesz-KDNP                    | 2010. okt. 3.                  |                                |
| Krauss Péter                   |                                | MSZP                           | MSZP                           | MSZP                           | 2010. okt. 3.                  |                                |
| László Ferenc                  |                                | Jobbik                         | Jobbik                         | Jobbik                         | 2010. okt. 3.                  |                                |
| Márkus György                  |                                | Fidesz-KDNP                    | Fidesz-KDNP                    | Fidesz-KDNP                    | 2010. okt. 3.                  |                                |
| dr. Pálos Miklós               |                                | Fidesz-KDNP                    | Fidesz-KDNP                    | Fidesz-KDNP                    | 2010. okt. 3.                  | alelnök                        |
| Pécsi Gábor                    |                                | Fidesz-KDNP                    | Fidesz-KDNP                    | Fidesz-KDNP                    | 2013. febr. 15.                | (Porga Ferenc helyett)         |
| dr. Puskás Imre                |                                | Fidesz-KDNP                    | Fidesz-KDNP                    | Fidesz-KDNP                    | 2010. okt. 3.                  | elnök                          |
| Széles András                  |                                | Fidesz-KDNP                    | Fidesz-KDNP                    | Fidesz-KDNP                    | 2010. okt. 3.                  | frakcióvezető                  |
| Takács László                  |                                | MSZP                           | MSZP                           | MSZP                           | 2010. okt. 14.                 | (az alakuló üléstől)           |
| Takács Zoltán                  |                                | Fidesz-KDNP                    | Fidesz-KDNP                    | Fidesz-KDNP                    | 2010. okt. 3.                  |                                |
| Tóth Endre Géza                |                                | Jobbik                         | Jobbik                         | Jobbik                         | 2010. okt. 3.                  |                                |
| Tóth István                    |                                | Fidesz-KDNP                    | Fidesz-KDNP                    | Fidesz-KDNP                    | 2014. jún. 27.                 | (Sümegi Zoltán helyett)        |

A 2010 és 2014 között ülésező (VI.) közgyűlésben két képviselőcsoport működött: a tízfős Fidesz-KDNP és a háromfős MSZP frakció. A Jobbik két képviselője csoport nélkül, függetlenként végezhette a munkáját.
A közgyűlés vezetése a legnagyobb frakció, a Fidesz-KDNP soraiból került ki. A két alelnök közül az egyik főállású volt, ezt a tisztet Kapitány Zsolt, a másik, társadalmi megbízatású alelnöki tisztséget pedig Pálos Miklós töltötte be.
A közgyűlés elnöke, a már 2006 óta hivatalban lévő Puskás Imre volt.
A négy év alatt a 15 fős testületben három személyi változás történt. Még az alakuló ülés előtt a szocialista Tóth Gyula helyét Takács László foglalta el. 2013 elején a Fidesz-KDNP-s Porga Ferenc elfogadta a kinevezését a tamási járási hivatal élére és a képviselői székét Pécsi Gábornak adta át. 2014 tavaszán pedig fájdalmas hirtelenséggel, 51 éves korában elhunyt Sümegi Zoltán, a Fidesz-KDNP képviselője, aki egyben Tolna városát is vezette. A közgyűlés utolsó két ülésén Tóth István töltötte be a megüresedett képviselői posztot.
A közgyűlés összesen 30 ülés tartott, átlagosan másfél havonta egyet. A harminc ülésből 25 Szekszárdon volt, ám a 2011-es évben Iregszemcse, Bonyhád, Tamási és Dunaföldvár is otthont adott a megyegyűlésnek.

## Jelöltállítás
Nyolc szervezet vett részt a jelöltállítási folyamatban, hatan önálló, ketten pedig közös listát állítottak. A jelöltek száma 79 volt. Az országos pártok mellett egyetlen megyei szervezet indult a választáson.

### Listák
Lista állításához ajánlásokat kellett gyűjteni. Erre bő két hét állt rendelkezésre – augusztus 25. és szeptember 8. között. Ez alatt az idő alatt önálló lista állításához a választásra jogosultak 0,5%-ának aláírását kellett összegyűjteni. (Közös lista állításához 1%-nyi, de legalább kétezer aláírásra volt szükség.) Tolna megyében így önálló listához 825, közös listához 2000 ajánlásra volt szükség.
Az előző közgyűlés pártjai közül Fidesz és a KDNP közös listát, míg az MSZP, illetve a Jobbik önálló listát állított. Az országgyűlésben is képviselettel bíró pártok közül önálló listát állított még az Együtt, a DK és az LMP is. Ez a három párt most először állt rajtvonalhoz a Tolna megyei közgyűlési választásokon. Listát állított a különleges helyzetű paksi választásokon induló Néppárt is.
Kevés jelölttel vágott neki a választásoknak a DK (5), az LMP (5), a Néppárt (6) és az Együtt (7). A középmezőnyt a Jobbik (13) és az MSZP (16) listája jelentette, míg a legtöbb jelöltet a Fidesz-KDNP (27) állította.
| #.      | Lista       | Lista   | Szervezet   | Szervezet                         | Szervezet   | Jelöltek száma |
| #.      | neve        | típusa  |             | neve                              | hatókör     | Jelöltek száma |
| ------- | ----------- | ------- | ----------- | --------------------------------- | ----------- | -------------- |
| 1.      | Együtt      | önálló  |             | Együtt – a Korszakváltók Pártja   | országos    | 7              |
| 2.      | NP          | önálló  |             | Néppárt.hu                        | megyei      | 6              |
| 3.      | DK          | önálló  |             | Demokratikus Koalíció             | országos    | 5              |
| 4.      | LMP         | önálló  |             | Lehet Más a Politika              | országos    | 5              |
| 5.      | Fidesz-KDNP | közös   |             | Fidesz – Magyar Polgári Szövetség | országos    | 27             |
| 5.      | Fidesz-KDNP | közös   |             | Kereszténydemokrata Néppárt       | országos    | 27             |
| 6.      | Jobbik      | önálló  |             | Jobbik Magyarországért Mozgalom   | országos    | 13             |
| 7.      | MSZP        | önálló  |             | Magyar Szocialista Párt           | országos    | 16             |
| 7 lista | 7 lista     | 7 lista | 8 szervezet | 8 szervezet                       | 8 szervezet | 79             |

Az ajánlási folyamatban legalább hétezer polgár vett részt, ez a választójogosultak 4,2%-ának felelt meg.

### Jelöltek
A megyei közgyűlési listák jelöltjei
(A szavazólapokon a listák első öt jelöltje szerepelt.)
| Együtt                                                                                 |
| -------------------------------------------------------------------------------------- |
|                                                                                        |
| Tigelmann Péter                                                                        |
| Kübler János                                                                           |
| Andóné dr. Simonyi Zita Terézia                                                        |
| Sebestyén László                                                                       |
| Glaub Róbert                                                                           |
| \| További jelöltek \| \| ---------------- \| \| Bencsik Józsefné \| \| Csibi János \| |
| További jelöltek                                                                       |
| Bencsik Józsefné                                                                       |
| Csibi János                                                                            |

| Néppárt                                                            |
| ------------------------------------------------------------------ |
|                                                                    |
| Süli János                                                         |
| dr. Perlaki László Sándor                                          |
| Hajdu János Géza                                                   |
| Bagdy László Vilmos                                                |
| Barnabás István                                                    |
| \| További jelöltek \| \| ---------------- \| \| dr. Kiss Péter \| |
| További jelöltek                                                   |
| dr. Kiss Péter                                                     |

| DK            |
| ------------- |
|               |
| Szabó Loránd  |
| Horváth Gábor |
| Pongó Ignác   |
| Csapó László  |
| Papp Zoltán   |

| LMP                      |
| ------------------------ |
|                          |
| Dömötörné Solymár Orsika |
| Brandt Róbert            |
| dr. Mácsik Erika         |
| Lehőcz Daniella          |
| Gertner Livia            |

| Fidesz-KDNP |
| --- |
| |
| Fehérvári Tamás |
| Ribányi József |
| dr. Puskás Imre Gábor |
| Széles András |
| Kovács János |
| \| További jelöltek \| \| ----------------------------- \| \| dr. Égi Csaba \| \| Kapitány Zsolt József \| \| Kerecsényi Márton \| \| Bordács József \| \| Pirgi József \| \| Kollár László András \| \| Takács Zoltán \| \| Fülöp János \| \| Szűcs Sándor \| \| dr. Nagy Tibor \| \| Filóné Ferencz Ibolya Gyöngyi \| \| Tóth István \| \| Pécsi Gábor Pál \| \| Berényi István \| \| Huszárné Lukács Rozália Anna \| \| dr. Szigethy András \| \| Szabó Tibor \| \| Vén Attila \| \| Babits Józsefné \| \| Törő Péter Ferenc \| \| Figler János \| \| Süvegjártó Csaba \| |
| További jelöltek |
| dr. Égi Csaba |
| Kapitány Zsolt József |
| Kerecsényi Márton |
| Bordács József |
| Pirgi József |
| Kollár László András |
| Takács Zoltán |
| Fülöp János |
| Szűcs Sándor |
| dr. Nagy Tibor |
| Filóné Ferencz Ibolya Gyöngyi |
| Tóth István |
| Pécsi Gábor Pál |
| Berényi István |
| Huszárné Lukács Rozália Anna |
| dr. Szigethy András |
| Szabó Tibor |
| Vén Attila |
| Babits Józsefné |
| Törő Péter Ferenc |
| Figler János |
| Süvegjártó Csaba |

| Jobbik |
| --- |
| |
| Bencze János |
| Horváth Zoltán |
| Ürmös M. Attila |
| Paczolay Csaba |
| Sztupa Péter |
| \| További jelöltek \| \| ------------------- \| \| Árki Emese Erzsébet \| \| Gáspár Viktor \| \| Slámer István \| \| Váradi Péter \| \| Monostori János \| \| Gölöncsér László \| \| Bodizs Gáborné \| \| Kántor Katalin \| |
| További jelöltek |
| Árki Emese Erzsébet |
| Gáspár Viktor |
| Slámer István |
| Váradi Péter |
| Monostori János |
| Gölöncsér László |
| Bodizs Gáborné |
| Kántor Katalin |

| MSZP |
| --- |
| |
| Gulyás Tibor |
| Tóthi Jánosné |
| Vaszari Tibor István |
| Néber Tibor András |
| Kiss Béla József |
| \| További jelöltek \| \| ---------------------------- \| \| Mezősi Árpád György \| \| Kiss Mária Magdolna \| \| Lucz Csaba \| \| Kincses Ibolya \| \| Nagy László \| \| Király Gábor \| \| Horváth Sándor Dezső \| \| Csiszerné Ferencz Ilona Anna \| \| Perlaki Judit \| \| Papp Lajosné \| \| Farkas Tibor \| |
| További jelöltek |
| Mezősi Árpád György |
| Kiss Mária Magdolna |
| Lucz Csaba |
| Kincses Ibolya |
| Nagy László |
| Király Gábor |
| Horváth Sándor Dezső |
| Csiszerné Ferencz Ilona Anna |
| Perlaki Judit |
| Papp Lajosné |
| Farkas Tibor |

| \| név \| szervezet \| szervezet \| #. \| település \| \| ------------------------------- \| --------- \| ----------- \| --- \| ----------- \| \| Tigelmann Péter \| \| Együtt \| 1. \| Dombóvár \| \| Kübler János \| \| Együtt \| 2. \| – \| \| Andóné dr. Simonyi Zita Terézia \| \| Együtt \| 3. \| – \| \| Sebestyén László \| \| Együtt \| 4. \| – \| \| Glaub Róbert \| \| Együtt \| 5. \| Dombóvár \| \| Bencsik Józsefné \| \| Együtt \| 6. \| Dombóvár \| \| Csibi János \| \| Együtt \| 7. \| – \| \| Süli János \| \| Néppárt \| 1. \| Paks \| \| dr. Perlaki László Sándor \| \| Néppárt \| 2. \| – \| \| Hajdu János Géza \| \| Néppárt \| 3. \| – \| \| Bagdy László Vilmos \| \| Néppárt \| 4. \| Paks \| \| Barnabás István \| \| Néppárt \| 5. \| Paks \| \| dr. Kiss Péter \| \| Néppárt \| 6. \| – \| \| Szabó Loránd \| \| DK \| 1. \| Dombóvár \| \| Horváth Gábor \| \| DK \| 2. \| Tamási \| \| Pongó Ignác \| \| DK \| 3. \| Németkér \| \| Csapó László \| \| DK \| 4. \| Kistormás \| \| Papp Zoltán \| \| DK \| 5. \| Bonyhád \| \| Dömötörné Solymár Orsika \| \| LMP \| 1. \| – \| \| Brandt Róbert \| \| LMP \| 2. \| Tamási \| \| dr. Mácsik Erika \| \| LMP \| 3. \| Medina \| \| Lehőcz Daniella \| \| LMP \| 4. \| – \| \| Gertner Livia \| \| LMP \| 5. \| Ozora \| \| Fehérvári Tamás \| \| Fidesz-KDNP \| 1. \| – \| \| Ribányi József \| \| Fidesz-KDNP \| 2. \| – \| \| dr. Puskás Imre Gábor \| \| Fidesz-KDNP \| 3. \| Bátaszék \| \| Széles András \| \| Fidesz-KDNP \| 4. \| Tamási \| \| Kovács János \| \| Fidesz-KDNP \| 5. \| Szedres \| \| dr. Égi Csaba \| \| Fidesz-KDNP \| 6. \| Bonyhád \| \| Kapitány Zsolt József \| \| Fidesz-KDNP \| 7. \| – \| \| Kerecsényi Márton \| \| Fidesz-KDNP \| 8. \| Dombóvár \| \| Bordács József \| \| Fidesz-KDNP \| 9. \| Paks \| \| Pirgi József \| \| Fidesz-KDNP \| 10. \| Tolna \| \| Kollár László András \| \| Fidesz-KDNP \| 11. \| Alsónána \| \| Takács Zoltán \| \| Fidesz-KDNP \| 12. \| Dunaföldvár \| \| Fülöp János \| \| Fidesz-KDNP \| 13. \| Fadd \| \| Szűcs Sándor \| \| Fidesz-KDNP \| 14. \| Zomba \| \| dr. Nagy Tibor \| \| Fidesz-KDNP \| 15. \| – \| \| Filóné Ferencz Ibolya Gyöngyi \| \| Fidesz-KDNP \| 16. \| Bonyhád \| \| Tóth István \| \| Fidesz-KDNP \| 17. \| Bogyiszló \| \| Pécsi Gábor Pál \| \| Fidesz-KDNP \| 18. \| Tamási \| \| Berényi István \| \| Fidesz-KDNP \| 19. \| Kölesd \| \| Huszárné Lukács Rozália Anna \| \| Fidesz-KDNP \| 20. \| Báta \| \| dr. Szigethy András \| \| Fidesz-KDNP \| 21. \| – \| \| Szabó Tibor \| \| Fidesz-KDNP \| 22. \| Bonyhád \| \| Vén Attila \| \| Fidesz-KDNP \| 23. \| Medina \| \| Babits Józsefné \| \| Fidesz-KDNP \| 24. \| Dunaföldvár \| \| Törő Péter Ferenc \| \| Fidesz-KDNP \| 25. \| Szakály \| \| Figler János \| \| Fidesz-KDNP \| 26. \| Sárpilis \| \| Süvegjártó Csaba \| \| Fidesz-KDNP \| 27. \| Iregszemcse \| \| Bencze János \| \| Jobbik \| 1. \| Simontornya \| \| Horváth Zoltán \| \| Jobbik \| 2. \| Paks \| \| Ürmös M. Attila \| \| Jobbik \| 3. \| Tolna \| \| Paczolay Csaba \| \| Jobbik \| 4. \| Szakály \| \| Sztupa Péter \| \| Jobbik \| 5. \| Tolna \| \| Árki Emese Erzsébet \| \| Jobbik \| 6. \| Paks \| \| Gáspár Viktor \| \| Jobbik \| 7. \| Paks \| \| Slámer István \| \| Jobbik \| 8. \| Dunaföldvár \| \| Váradi Péter \| \| Jobbik \| 9. \| Fadd \| \| Monostori János \| \| Jobbik \| 10. \| Dombóvár \| \| Gölöncsér László \| \| Jobbik \| 11. \| Tolnanémedi \| \| Bodizs Gáborné \| \| Jobbik \| 12. \| Fürged \| \| Kántor Katalin \| \| Jobbik \| 13. \| Dombóvár \| \| Gulyás Tibor \| \| MSZP \| 1. \| Tamási \| \| Tóthi Jánosné \| \| MSZP \| 2. \| – \| \| Vaszari Tibor István \| \| MSZP \| 3. \| Bonyhád \| \| Néber Tibor András \| \| MSZP \| 4. \| Tolna \| \| Kiss Béla József \| \| MSZP \| 5. \| Dombóvár \| \| Mezősi Árpád György \| \| MSZP \| 6. \| Paks \| \| Kiss Mária Magdolna \| \| MSZP \| 7. \| Paks \| \| Lucz Csaba \| \| MSZP \| 8. \| Tolna \| \| Kincses Ibolya \| \| MSZP \| 9. \| Bonyhád \| \| Nagy László \| \| MSZP \| 10. \| – \| \| Király Gábor \| \| MSZP \| 11. \| – \| \| Horváth Sándor Dezső \| \| MSZP \| 12. \| Iregszemcse \| \| Csiszerné Ferencz Ilona Anna \| \| MSZP \| 13. \| – \| \| Perlaki Judit \| \| MSZP \| 14. \| – \| \| Papp Lajosné \| \| MSZP \| 15. \| – \| \| Farkas Tibor \| \| MSZP \| 16. \| Báta \| |           |             |     |             |
| név | szervezet | szervezet   | #.  | település   |
| Tigelmann Péter |           | Együtt      | 1.  | Dombóvár    |
| Kübler János |           | Együtt      | 2.  | –           |
| Andóné dr. Simonyi Zita Terézia |           | Együtt      | 3.  | –           |
| Sebestyén László |           | Együtt      | 4.  | –           |
| Glaub Róbert |           | Együtt      | 5.  | Dombóvár    |
| Bencsik Józsefné |           | Együtt      | 6.  | Dombóvár    |
| Csibi János |           | Együtt      | 7.  | –           |
| Süli János |           | Néppárt     | 1.  | Paks        |
| dr. Perlaki László Sándor |           | Néppárt     | 2.  | –           |
| Hajdu János Géza |           | Néppárt     | 3.  | –           |
| Bagdy László Vilmos |           | Néppárt     | 4.  | Paks        |
| Barnabás István |           | Néppárt     | 5.  | Paks        |
| dr. Kiss Péter |           | Néppárt     | 6.  | –           |
| Szabó Loránd |           | DK          | 1.  | Dombóvár    |
| Horváth Gábor |           | DK          | 2.  | Tamási      |
| Pongó Ignác |           | DK          | 3.  | Németkér    |
| Csapó László |           | DK          | 4.  | Kistormás   |
| Papp Zoltán |           | DK          | 5.  | Bonyhád     |
| Dömötörné Solymár Orsika |           | LMP         | 1.  | –           |
| Brandt Róbert |           | LMP         | 2.  | Tamási      |
| dr. Mácsik Erika |           | LMP         | 3.  | Medina      |
| Lehőcz Daniella |           | LMP         | 4.  | –           |
| Gertner Livia |           | LMP         | 5.  | Ozora       |
| Fehérvári Tamás |           | Fidesz-KDNP | 1.  | –           |
| Ribányi József |           | Fidesz-KDNP | 2.  | –           |
| dr. Puskás Imre Gábor |           | Fidesz-KDNP | 3.  | Bátaszék    |
| Széles András |           | Fidesz-KDNP | 4.  | Tamási      |
| Kovács János |           | Fidesz-KDNP | 5.  | Szedres     |
| dr. Égi Csaba |           | Fidesz-KDNP | 6.  | Bonyhád     |
| Kapitány Zsolt József |           | Fidesz-KDNP | 7.  | –           |
| Kerecsényi Márton |           | Fidesz-KDNP | 8.  | Dombóvár    |
| Bordács József |           | Fidesz-KDNP | 9.  | Paks        |
| Pirgi József |           | Fidesz-KDNP | 10. | Tolna       |
| Kollár László András |           | Fidesz-KDNP | 11. | Alsónána    |
| Takács Zoltán |           | Fidesz-KDNP | 12. | Dunaföldvár |
| Fülöp János |           | Fidesz-KDNP | 13. | Fadd        |
| Szűcs Sándor |           | Fidesz-KDNP | 14. | Zomba       |
| dr. Nagy Tibor |           | Fidesz-KDNP | 15. | –           |
| Filóné Ferencz Ibolya Gyöngyi |           | Fidesz-KDNP | 16. | Bonyhád     |
| Tóth István |           | Fidesz-KDNP | 17. | Bogyiszló   |
| Pécsi Gábor Pál |           | Fidesz-KDNP | 18. | Tamási      |
| Berényi István |           | Fidesz-KDNP | 19. | Kölesd      |
| Huszárné Lukács Rozália Anna |           | Fidesz-KDNP | 20. | Báta        |
| dr. Szigethy András |           | Fidesz-KDNP | 21. | –           |
| Szabó Tibor |           | Fidesz-KDNP | 22. | Bonyhád     |
| Vén Attila |           | Fidesz-KDNP | 23. | Medina      |
| Babits Józsefné |           | Fidesz-KDNP | 24. | Dunaföldvár |
| Törő Péter Ferenc |           | Fidesz-KDNP | 25. | Szakály     |
| Figler János |           | Fidesz-KDNP | 26. | Sárpilis    |
| Süvegjártó Csaba |           | Fidesz-KDNP | 27. | Iregszemcse |
| Bencze János |           | Jobbik      | 1.  | Simontornya |
| Horváth Zoltán |           | Jobbik      | 2.  | Paks        |
| Ürmös M. Attila |           | Jobbik      | 3.  | Tolna       |
| Paczolay Csaba |           | Jobbik      | 4.  | Szakály     |
| Sztupa Péter |           | Jobbik      | 5.  | Tolna       |
| Árki Emese Erzsébet |           | Jobbik      | 6.  | Paks        |
| Gáspár Viktor |           | Jobbik      | 7.  | Paks        |
| Slámer István |           | Jobbik      | 8.  | Dunaföldvár |
| Váradi Péter |           | Jobbik      | 9.  | Fadd        |
| Monostori János |           | Jobbik      | 10. | Dombóvár    |
| Gölöncsér László |           | Jobbik      | 11. | Tolnanémedi |
| Bodizs Gáborné |           | Jobbik      | 12. | Fürged      |
| Kántor Katalin |           | Jobbik      | 13. | Dombóvár    |
| Gulyás Tibor |           | MSZP        | 1.  | Tamási      |
| Tóthi Jánosné |           | MSZP        | 2.  | –           |
| Vaszari Tibor István |           | MSZP        | 3.  | Bonyhád     |
| Néber Tibor András |           | MSZP        | 4.  | Tolna       |
| Kiss Béla József |           | MSZP        | 5.  | Dombóvár    |
| Mezősi Árpád György |           | MSZP        | 6.  | Paks        |
| Kiss Mária Magdolna |           | MSZP        | 7.  | Paks        |
| Lucz Csaba |           | MSZP        | 8.  | Tolna       |
| Kincses Ibolya |           | MSZP        | 9.  | Bonyhád     |
| Nagy László |           | MSZP        | 10. | –           |
| Király Gábor |           | MSZP        | 11. | –           |
| Horváth Sándor Dezső |           | MSZP        | 12. | Iregszemcse |
| Csiszerné Ferencz Ilona Anna |           | MSZP        | 13. | –           |
| Perlaki Judit |           | MSZP        | 14. | –           |
| Papp Lajosné |           | MSZP        | 15. | –           |
| Farkas Tibor |           | MSZP        | 16. | Báta        |

A jelöltek többsége nemcsak a megyei közgyűlési választásokon jelöltette magát, hanem részt vett valamelyik település polgármesteri, képviselői vagy nemzetiségi képviselői választásán is. Ezek alapján meghatározható, hogy az adott jelölt melyik településhez kötődött a megyén belül.
A legtöbben paksi (9) és dombóvári (8) kötődésűek voltak. Őket követték a bonyhádiak (6), a tamásiak (5) és a Tolnaiak (5). Hárman képviselték Dunaföldvárt, ketten-ketten pedig Szakályt, Medinát, Iregszemcsét, Faddot és Bátát. További tizenhárom jelölt képviselt még egy-egy települést.
Húsz olyan jelölt volt, aki csak a megyei közgyűlési jelöltként vett részt a választásokon.

## A szavazás menete
A választást 2014. október 12-én, vasárnap bonyolították le. A választópolgárok reggel 6 órától kezdve adhatták le a szavazataikat, egészen a 19 órás urnazárásig.
A szavazás rendben zajlott, zavaró körülményről nem született tudósítás.

### Részvétel
| A részvételi adatok napközbeni alakulása | A részvételi adatok napközbeni alakulása | A részvételi adatok napközbeni alakulása | A részvételi adatok napközbeni alakulása | A részvételi adatok napközbeni alakulása |
| Időpont                                  | Szavazók                                 | Szavazók                                 | +/- 2010 óta (%p)                        | Legnagyobb/legkisebb részvétel           |
| Időpont                                  | db                                       | %                                        | +/- 2010 óta (%p)                        | Legnagyobb/legkisebb részvétel           |
| ---------------------------------------- | ---------------------------------------- | ---------------------------------------- | ---------------------------------------- | ---------------------------------------- |
| 7:00                                     | 2 319                                    | 1,41%                                    | 0,23                                     | Bátaapáti 7,58% Kéty 0,00%               |
| 9:00                                     | 15 014                                   | 9,13%                                    | 1,36                                     | Miszla 24,62% Kéty 2,86%                 |
| 11:00                                    | 31 854                                   | 19,36%                                   | 1,67                                     | Miszla 44,70% Bogyiszló 10,28%           |
| 13:00                                    | 42 091                                   | 25,59%                                   | 1,71                                     | Újireg 53,20% Szedres 13,86%             |
| 15:00                                    | 54 512                                   | 33,14%                                   | 0,74                                     | Nagyvejke 68,97% Bogyiszló 17,74%        |
| 17:30                                    | 73 459                                   | 44,65%                                   | 0,52                                     | Újireg 82,80% Bogyiszló 26,07%           |
| 19:00                                    | 80 689                                   | 49,05%                                   | -0,03                                    | Újireg 85,60% Szedres 27,88%             |

|                       |                     |                  |         | jogosultak arányában | szavazók arányában |
| --------------------- | ------------------- | ---------------- | ------- | -------------------- | ------------------ |
| Választójogosult      | Választójogosult    | Választójogosult | 164 506 |                      |                    |
|                       | Szavazó             | Szavazó          | 80 689  | 49,05%               |                    |
|                       | érvényes szavazólap | 77 541           | 47,14%  | 96,10%               |                    |
| érvénytelen / hiányzó | 3 148               | 1,91%            | 3,90%   |                      |                    |
| Távolmaradó           | Távolmaradó         | 83 817           | 50,95%  |                      |                    |
|                       |                     |                  |         |                      |                    |

| Részvételi arány (1994-2014) | Részvételi arány (1994-2014) | Részvételi arány (1994-2014) | Részvételi arány (1994-2014) |
| év                           | választó- jogosultak         | szavazók                     | %                            |
| ---------------------------- | ---------------------------- | ---------------------------- | ---------------------------- |
| 1994                         | 170 305                      | 81 710                       | 47,98%                       |
| 1998                         | 171 414                      | 77 891                       | 45,44%                       |
| 2002                         | 171 095                      | 90 981                       | 53,18%                       |
| 2006                         | 169 656                      | 92 320                       | 54,42%                       |
| 2010                         | 167 509                      | 82 210                       | 49,08%                       |
| 2014                         | 164 506                      | 80 689                       | 49,05%                       |

Majd' minden második polgár elment szavazni
A 165 ezer szavazásra jogosult polgárból 81 ezer vett részt a választásokon (49%). Közülük több mint háromezren érvénytelenül szavaztak (3,9%). A részvételi arány szinte hajszálpontosan megegyezett a négy évvel korábbival (az eltérés kevesebb mint egy ezreléknyi volt).
A részvételi adatok jelentősen eltértek a különböző méretű településeken. Az ezer főnél kisebb községekben jóval nagyobb (55% fölötti) volt a szavazási hajlandóság, az ötezer főnél népesebb városokban pedig valamivel alacsonyabb (46% körüli).
A legmagasabb választói kedv a tamási járásban található, háromszáz lelkes Újireg községben (86%), a legalacsonyabb pedig a szekszárdi járásban fekvő, két és fél ezer fős Szedres községben volt (28%). A nagyobb városok közül Tolnán volt kiugróan alacsony (34%), Pakson pedig kiugróan magas (57%) a részvételi arány.
| Részvételi adatok településméret szerint | Részvételi adatok településméret szerint | Részvételi adatok településméret szerint | Részvételi adatok településméret szerint | Részvételi adatok településméret szerint | Részvételi adatok településméret szerint |
| Lakók száma                              | Település                                | Választó- jogosult                       | Szavazó                                  | Részvétel                                | Legnagyobb/legkisebb részvétel           |
| ---------------------------------------- | ---------------------------------------- | ---------------------------------------- | ---------------------------------------- | ---------------------------------------- | ---------------------------------------- |
| 1 – 1 000                                | 58                                       | 24 609                                   | 14 146                                   | 57,48%                                   | Újireg 85,60% Szedres 27,88%             |
| 1 001 – 5 000                            | 43                                       | 66 783                                   | 32 881                                   | 49,24%                                   | Újireg 85,60% Szedres 27,88%             |
| 1 – 5 000                                | 101                                      | 91 392                                   | 47 027                                   | 51,46%                                   |                                          |
| 5 001 – 10 000                           | 3                                        | 19 687                                   | 9 111                                    | 46,28%                                   | Paks 57,19% Tolna 34,29%                 |
| 10 000 fölött                            | 4                                        | 53 427                                   | 24 551                                   | 45,95%                                   | Paks 57,19% Tolna 34,29%                 |
| 5 000 fölött                             | 7                                        | 73 114                                   | 33 662                                   | 46,04%                                   |                                          |
|                                          |                                          |                                          |                                          |                                          |                                          |
| Összesen                                 | 108                                      | 164 506                                  | 80 689                                   | 49,05%                                   |                                          |

## Eredmény
| Lista    | Lista       | Érvényes szavazat | Érvényes szavazat | Küszöb | Képviselők | Képviselők |
| -------- | ----------- | ----------------- | ----------------- | ------ | ---------- | ---------- |
|          | Fidesz-KDNP | 39 244            | 50,61%            | ✓      | 8          | 53,33%     |
|          | Jobbik      | 13 819            | 17,82%            | ✓      | 3          | 20,00%     |
|          | MSZP        | 8 956             | 11,55%            | ✓      | 2          | 13,33%     |
|          | DK          | 5 678             | 7,32%             | ✓      | 1          | 6,67%      |
|          | Néppárt     | 5 062             | 6,53%             | ✓      | 1          | 6,67%      |
|          | LMP         | 3 193             | 4,12%             | ✗      | 0          |            |
|          | Együtt      | 1 589             | 2,05%             | ✗      | 0          |            |
| Összesen | Összesen    | 77 541            |                   |        | 15         |            |

A szavazatszámláló bizottságok tagjai több mint hetvenhétezer érvényes szavazatot számoltak össze. Ezek közül a legtöbb a Fidesz-KDNP listát támogatta, közel negyvenezres számuk 51%-os arányt jelentett. A voksok bő hatoda (18%) érkezett a Jobbik listájára, míg az MSZP-jére minden kilencedik (11,6%) érvényes szavazat jutott.
Az 5%-os bejutási küszöböt 3878 szavazat jelentette. Ezt a DK (7,3%) közel kétezer, a Néppárt (6,5%) pedig bő ezer szavazattal haladta meg. Kevesebb mint hétszáz szavazat hiányzott az LMP-nek (4,1%) a bejutáshoz, míg az Együtt listája (2,0%) több mint kétezer vokssal maradt el a küszöbtől.
A Fidesz-KDNP nyolc képviselői helyhez jutott, ezzel éppen megszerezve a közgyűlési többséget. A Jobbik három, az MSZP kettő, a DK és a Néppárt pedig egy-egy képviselőt küldhetett a megyeházára.
| Bővített eredmény táblázat | Bővített eredmény táblázat | Bővített eredmény táblázat | Bővített eredmény táblázat | Bővített eredmény táblázat | Bővített eredmény táblázat    | Bővített eredmény táblázat | Bővített eredmény táblázat | Bővített eredmény táblázat | Bővített eredmény táblázat |
| Lista                      | Lista                      | Szavazat                   | jogosultak arányában       | szavazók arányában         | érvényes szavazatok arányában | Küszöb                     | Képviselő                  | Képviselő                  |                            |
| -------------------------- | -------------------------- | -------------------------- | -------------------------- | -------------------------- | ----------------------------- | -------------------------- | -------------------------- | -------------------------- | -------------------------- |
|                            | Fidesz-KDNP                | 39 244                     | 23,86%                     | 48,64%                     | 50,61%                        | ✓                          | 8                          | 53,33%                     |                            |
|                            | Jobbik                     | 13 819                     | 8,40%                      | 17,13%                     | 17,82%                        | ✓                          | 3                          | 20,00%                     |                            |
|                            | MSZP                       | 8 956                      | 5,44%                      | 11,10%                     | 11,55%                        | ✓                          | 2                          | 13,33%                     |                            |
|                            | DK                         | 5 678                      | 3,45%                      | 7,04%                      | 7,32%                         | ✓                          | 1                          | 6,67%                      |                            |
|                            | Néppárt                    | 5 062                      | 3,08%                      | 6,27%                      | 6,53%                         | ✓                          | 1                          | 6,67%                      |                            |
|                            | LMP                        | 3 193                      | 1,94%                      | 3,96%                      | 4,12%                         | ✗                          | 0                          |                            |                            |
|                            | Együtt                     | 1 589                      | 0,97%                      | 1,97%                      | 2,05%                         | ✗                          | 0                          |                            |                            |
| Összesen                   | Összesen                   | 77 541                     | 47,14%                     | 96,10%                     | 100%                          | 5/7                        | 15                         | 100%                       |                            |
| érvénytelen                | érvénytelen                | 3 148                      | 1,91%                      | 3,90%                      |                               |                            |                            |                            |                            |
|                            |                            |                            |                            |                            |                               |                            |                            |                            |                            |
| Szavazó                    | Szavazó                    | 80 689                     | 49,05%                     | 100%                       |                               |                            |                            |                            |                            |
| Távolmaradó                | Távolmaradó                | 83 817                     | 50,95%                     |                            |                               |                            |                            |                            |                            |
|                            |                            |                            |                            |                            |                               |                            |                            |                            |                            |
| Választójogosult           | Választójogosult           | 164 506                    | 100%                       |                            |                               |                            |                            |                            |                            |
|                            |                            |                            |                            |                            |                               |                            |                            |                            |                            |

| Szavazatok megoszlása településméret szerint                                                                                              | Szavazatok megoszlása településméret szerint | Szavazatok megoszlása településméret szerint | Szavazatok megoszlása településméret szerint | Szavazatok megoszlása településméret szerint | Szavazatok megoszlása településméret szerint | Szavazatok megoszlása településméret szerint | Szavazatok megoszlása településméret szerint | Szavazatok megoszlása településméret szerint | Szavazatok megoszlása településméret szerint | Szavazatok megoszlása településméret szerint | Szavazatok megoszlása településméret szerint | Szavazatok megoszlása településméret szerint | Szavazatok megoszlása településméret szerint | Szavazatok megoszlása településméret szerint | Szavazatok megoszlása településméret szerint | Szavazatok megoszlása településméret szerint |
| Lista | Lista                                        | Településméret                               | Településméret                               | Településméret                               | Településméret                               | Településméret                               | Településméret                               | Településméret                               | Településméret                               | Településméret                               | Településméret                               | Településméret                               | Településméret                               | Összesen                                     | Összesen                                     | Összesen                                     |
| Lista | Lista                                        | 1 – 1 000                                    | 1 – 1 000                                    | 1 – 1 000                                    | 1 001 – 5 000                                | 1 001 – 5 000                                | 1 001 – 5 000                                | 5 001 – 10 000                               | 5 001 – 10 000                               | 5 001 – 10 000                               | 10 000 fölött                                | 10 000 fölött                                | 10 000 fölött                                | Összesen                                     | Összesen                                     | Összesen                                     |
| Lista | Lista                                        | szav.                                        | párt %                                       | telep. %                                     | szav.                                        | párt %                                       | telep. %                                     | szav.                                        | párt %                                       | telep. %                                     | szav.                                        | párt %                                       | telep. %                                     | szav.                                        | %                                            |                                              |
| --- | -------------------------------------------- | -------------------------------------------- | -------------------------------------------- | -------------------------------------------- | -------------------------------------------- | -------------------------------------------- | -------------------------------------------- | -------------------------------------------- | -------------------------------------------- | -------------------------------------------- | -------------------------------------------- | -------------------------------------------- | -------------------------------------------- | -------------------------------------------- | -------------------------------------------- | -------------------------------------------- |
| | Fidesz-KDNP                                  | 7 818                                        | 19,92%                                       | 57,76%                                       | 17 124                                       | 43,63%                                       | 54,77%                                       | 4 467                                        | 11,38%                                       | 51,23%                                       | 9 835                                        | 25,06%                                       | 40,94%                                       | 39 244                                       | 50,61%                                       |                                              |
| | Jobbik                                       | 2 698                                        | 19,52%                                       | 19,93%                                       | 6 796                                        | 49,18%                                       | 21,74%                                       | 1 454                                        | 10,52%                                       | 16,67%                                       | 2 871                                        | 20,78%                                       | 11,95%                                       | 13 819                                       | 17,82%                                       |                                              |
| | MSZP                                         | 1 458                                        | 16,28%                                       | 10,77%                                       | 3 275                                        | 36,57%                                       | 10,48%                                       | 1 427                                        | 15,93%                                       | 16,36%                                       | 2 796                                        | 31,22%                                       | 11,64%                                       | 8 956                                        | 11,55%                                       |                                              |
| | DK                                           | 636                                          | 11,20%                                       | 4,70%                                        | 1 696                                        | 29,87%                                       | 5,42%                                        | 670                                          | 11,80%                                       | 7,68%                                        | 2 676                                        | 47,13%                                       | 11,14%                                       | 5 678                                        | 7,32%                                        |                                              |
| | Néppárt                                      | 119                                          | 2,35%                                        | 0,88%                                        | 470                                          | 9,28%                                        | 1,50%                                        | 85                                           | 1,68%                                        | 0,97%                                        | 4 388                                        | 86,69%                                       | 18,27%                                       | 5 062                                        | 6,53%                                        |                                              |
| | LMP                                          | 589                                          | 18,45%                                       | 4,35%                                        | 1 380                                        | 43,22%                                       | 4,41%                                        | 477                                          | 14,94%                                       | 5,47%                                        | 3 193                                        | 23,39%                                       | 3,11%                                        | 3 193                                        | 4,12%                                        |                                              |
| | Együtt                                       | 218                                          | 13,72%                                       | 1,61%                                        | 522                                          | 32,85%                                       | 1,67%                                        | 140                                          | 8,81%                                        | 1,61%                                        | 709                                          | 44,62%                                       | 2,95%                                        | 1 589                                        | 2,05%                                        |                                              |
| Összesen | Összesen                                     | 13 536                                       |                                              | 17,46%                                       | 31 263                                       |                                              | 40,32%                                       | 8 720                                        |                                              | 11,25%                                       | 24 022                                       |                                              | 30,98%                                       | 77 541                                       | 100%                                         |                                              |
| 'szav.' = szavazatok száma, 'párt %' = a párt összes szavazatának arányában, 'telep. %' = az adott településméret szavazatainak arányában |                                              |                                              |                                              |                                              |                                              |                                              |                                              |                                              |                                              |                                              |                                              |                                              |                                              |                                              |                                              |                                              |
| |                                              |                                              |                                              |                                              |                                              |                                              |                                              |                                              |                                              |                                              |                                              |                                              |                                              |                                              |                                              |                                              |

## Az új közgyűlés
|          |             |           |           |
| Lista    | Lista       | Képviselő | Képviselő |
|          | Fidesz-KDNP | 8         | 53%       |
|          | Jobbik      | 3         | 20%       |
|          | MSZP        | 2         | 13%       |
|          | DK          | 1         | 7%        |
|          | Néppárt     | 1         | 7%        |
| Összesen | Összesen    | 15        |           |

Az új közgyűlés alakuló ülésére október 21-én került sor, a szekszárdi megyeházán.
A közgyűlésben képviselőcsoportot csak a Fidesz-KDNP és a Jobbik tudott alakítani. Frakció nélkül, függetlenként végezhették munkájukat az MSZP, a DK és az Néppárt listájáról bejutott képviselők.
Még az alakuló ülés előtt lemondott a képviselői megbízatásáról a közgyűlés 2006 óta hivatalban lévő elnöke, Puskás Imre. (Helyét Pirgi József foglalta el.)
A megye új vezetését a többséggel rendelkező Fidesz-KDNP tagjai közül választották meg. Az elnöki tisztségre Fehérvári Tamás, a dombóvári járási hivatal vezetője kapott bizalmat, 11 támogató és 4 érvénytelen szavazattal. (A megválasztott elnök korábban három cikluson át volt országgyűlési képviselő, több éven át a megyei Fidesz szervezet elnöke, helyi és megyei képviselő.) A megye alelnöke Ribányi József lett, aki a megelőző nyolc évben Tamási polgármestere volt.

### A közgyűlés tagjai
| Fidesz-KDNP                    |
| ------------------------------ |
|                                |
| Fehérvári Tamás                |
| Ribányi József                 |
| Puskás Imre Gábor Pirgi József |
| Széles András                  |
| Kovács János                   |
| Égi Csaba                      |
| Kapitány Zsolt József          |
| Kerecsényi Márton              |

| Jobbik          |
| --------------- |
|                 |
| Bencze János    |
| Horváth Zoltán  |
| Ürmös M. Attila |

| MSZP          |
| ------------- |
|               |
| Gulyás Tibor  |
| Tóthi Jánosné |

| DK           |
| ------------ |
|              |
| Szabó Loránd |

| Néppárt    |
| ---------- |
|            |
| Süli János |

## Adatok területi bontásban
| Járás      | Telepü- lések száma | Választójogosult | Választójogosult | Legkevesebb/legtöbb választójogosult |
| ---------- | ------------------- | ---------------- | ---------------- | ------------------------------------ |
| Bonyhádi   | 25                  | 26 677           | 16,22%           | Murga (61) Bonyhád (11 396)          |
| Dombóvári  | 16                  | 27 115           | 16,48%           | Várong (139) Dombóvár (16 207)       |
| Paksi      | 15                  | 40 951           | 24,89%           | Bikács (385) Paks (16 099)           |
| Szekszárdi | 16                  | 22 240           | 13,52%           | Kistormás (286) Bátaszék (5 522)     |
| Tamási     | 32                  | 31 988           | 19,44%           | Kalaznó (136) Tamási (7 052)         |
| Tolnai     | 4                   | 15 535           | 9,44%            | Fácánkert (564) Tolna (9 725)        |
| Összesen   | 108                 | 164 506          |                  |                                      |

| Járás      | Telepü- lések száma | Választó- jogosult | Szavazó | Részvétel | Legnagyobb/legkisebb részvétel     |
| ---------- | ------------------- | ------------------ | ------- | --------- | ---------------------------------- |
| Bonyhádi   | 25                  | 26 677             | 12 667  | 47,48%    | Nagyvejke 82,76% Kéty 28,96%       |
| Dombóvári  | 16                  | 27 115             | 12 965  | 47,81%    | Lápafő 76,16% Csikóstőttős 30,80%  |
| Paksi      | 15                  | 40 951             | 20 961  | 51,19%    | Bikács 75,58% Tengelic 29,95%      |
| Szekszárdi | 16                  | 22 240             | 11 385  | 51,19%    | Harc 70,09% Szedres 27,88%         |
| Tamási     | 32                  | 31 988             | 17 430  | 54,49%    | Újireg 85,60% Koppányszántó 39,15% |
| Tolnai     | 4                   | 15 535             | 5 281   | 33,99%    | Fácánkert 41,13% Bogyiszló 28,66%  |
| Összesen   | 108                 | 164 506            | 80 689  | 49,05%    |                                    |

| Járás      | Település- méret (lakó, 2014) | Település   | Választó- jogosult | Szavazó | Részvétel | Érvényes szavazat | Érvény- telen |
| ---------- | ----------------------------- | ----------- | ------------------ | ------- | --------- | ----------------- | ------------- |
| Bonyhádi   | 1 – 1 000                     | 19          | 7 934              | 4 256   | 54,01%    | 4 113             | 3,34%         |
| Bonyhádi   | 1 001 – 5 000                 | 5           | 7 347              | 3 807   | 51,81%    | 3 681             | 3,31%         |
| Bonyhádi   | 5 000 fölött                  | Bonyhád     | 11 396             | 4 575   | 40,15%    | 4 470             | 2,30%         |
| Bonyhádi   | Σ                             | 25          | 26 677             | 12 667  | 47,48%    | 12 293            | 2,95%         |
| Dombóvári  | 1 – 1 000                     | 9           | 4 172              | 2 134   | 51,15%    | 2 014             | 5,62%         |
| Dombóvári  | 1 001 – 5 000                 | 6           | 6 736              | 3 397   | 50,43%    | 3 221             | 5,18%         |
| Dombóvári  | 5 000 fölött                  | Dombóvár    | 16 207             | 7 434   | 45,87%    | 7 292             | 1,91%         |
| Dombóvári  | Σ                             | 16          | 27 115             | 12 965  | 47,81%    | 12 527            | 3,38%         |
| Paksi      | 1 – 1 000                     | 2           | 1 219              | 758     | 62,18%    | 717               | 5,41%         |
| Paksi      | 1 001 – 5 000                 | 11          | 16 520             | 7 638   | 46,23%    | 7 270             | 4,82%         |
| Paksi      | 5 000 fölött                  | Dunaföldvár | 7 113              | 3 358   | 47,21%    | 3 203             | 4,62%         |
| Paksi      | 5 000 fölött                  | Paks        | 16 099             | 9 207   | 57,19%    | 9 030             | 1,92%         |
| Paksi      | Σ                             | 15          | 40 951             | 20 961  | 51,19%    | 20 220            | 3,54%         |
| Szekszárdi | 1 – 1 000                     | 8           | 4 528              | 2 750   | 60,73%    | 2 624             | 4,58%         |
| Szekszárdi | 1 001 – 5 000                 | 7           | 12 190             | 5 912   | 48,50%    | 5 582             | 5,58%         |
| Szekszárdi | 5 000 fölött                  | Bátaszék    | 5 522              | 2 723   | 49,31%    | 2 582             | 5,18%         |
| Szekszárdi | Σ                             | 16          | 22 240             | 11 385  | 51,19%    | 10 788            | 5,24%         |
| Tamási     | 1 – 1 000                     | 19          | 6 192              | 3 987   | 64,39%    | 3 987             | 4,31%         |
| Tamási     | 1 001 – 5 000                 | 12          | 18 744             | 10 413  | 55,55%    | 9 911             | 4,82%         |
| Tamási     | 5 000 fölött                  | Tamási      | 7 052              | 3 030   | 42,97%    | 2 935             | 3,14%         |
| Tamási     | Σ                             | 32          | 31 988             | 17 430  | 54,49%    | 16 661            | 4,41%         |
| Tolnai     | 1 – 5 000                     | 3           | 5 810              | 1 946   | 33,49%    | 1 822             | 6,37%         |
| Tolnai     | 5 000 fölött                  | Tolna       | 9 725              | 3 335   | 34,29%    | 3 230             | 3,15%         |
| Tolnai     | Σ                             | 4           | 15 535             | 5 281   | 33,99%    | 5 281             | 4,34%         |
|            |                               |             |                    |         |           |                   |               |
| Összesen   | Összesen                      | 108         | 164 506            | 80 689  | 49,05%    | 77 541            | 3,90%         |

| Járás      | Együtt   | Együtt | Néppárt | Néppárt | DK    | DK     | LMP   | LMP   | Fidesz-KDNP | Fidesz-KDNP | Jobbik | Jobbik | MSZP   | MSZP   |        |
| Járás      | db       | %      | db      | %       | db    | %      | db    | %     | db          | %           | db     | %      | db     | %      |        |
| ---------- | -------- | ------ | ------- | ------- | ----- | ------ | ----- | ----- | ----------- | ----------- | ------ | ------ | ------ | ------ | ------ |
| Járás      | Bonyhádi | 266    | 2,16%   | 88      | 0,72% | 772    | 6,28% | 630   | 5,12%       | 6 781       | 55,16% | 2 053  | 16,70% | 1 703  | 13,85% |
| Dombóvári  | 575      | 4,59%  | 41      | 0,33%   | 2 159 | 17,23% | 290   | 2,31% | 5 844       | 46,65%      | 2 147  | 17,14% | 1 471  | 11,74% |        |
| Paksi      | 238      | 1,18%  | 4 707   | 23,28%  | 938   | 4,64%  | 629   | 3,11% | 8 703       | 43,04%      | 3 167  | 15,66% | 1 838  | 9,09%  |        |
| Szekszárdi | 164      | 1,52%  | 63      | 0,58%   | 601   | 5,57%  | 701   | 6,50% | 6 102       | 56,56%      | 2 018  | 18,71% | 1 139  | 10,56% |        |
| Tamási     | 255      | 1,53%  | 102     | 0,61%   | 942   | 5,65%  | 654   | 3,93% | 9 028       | 54,19%      | 3 559  | 21,36% | 2 121  | 12,73% |        |
| Tolnai     | 91       | 1,80%  | 61      | 1,21%   | 266   | 5,27%  | 289   | 5,72% | 2 786       | 55,15%      | 875    | 17,32% | 684    | 13,54% |        |
| Összesen   | 1 589    | 2,05%  | 5 062   | 6,53%   | 5 678 | 7,32%  | 3 193 | 4,12% | 39 244      | 50,61%      | 13 819 | 17,82% | 8 956  | 11,55% |        |